# Tancoigné
Tancoigné és un municipi francès situat al departament de Maine i Loira i a la regió de País del Loira. L'any 2007 tenia 286 habitants.

## Demografia

### Població
El 2007 la població de fet de Tancoigné era de 286 persones. Hi havia 112 famílies de les quals 28 eren unipersonals (16 homes vivint sols i 12 dones vivint soles), 24 parelles sense fills, 44 parelles amb fills i 16 famílies monoparentals amb fills.
La població ha evolucionat segons el següent gràfic:
Habitants censats

### Habitatges
El 2007 hi havia 128 habitatges, 110 eren l'habitatge principal de la família, 7 eren segones residències i 11 estaven desocupats. 124 eren cases i 4 eren apartaments. Dels 110 habitatges principals, 88 estaven ocupats pels seus propietaris, 21 estaven llogats i ocupats pels llogaters i 1 estava cedit a títol gratuït; 1 tenia una cambra, 7 en tenien dues, 17 en tenien tres, 33 en tenien quatre i 52 en tenien cinc o més. 92 habitatges disposaven pel capbaix d'una plaça de pàrquing. A 50 habitatges hi havia un automòbil i a 54 n'hi havia dos o més.

### Piràmide de població
La piràmide de població per edats i sexe el 2009 era:
| Homes | Edats   | Dones |
| ----- | ------- | ----- |
| 0     | 95 o +  | 0     |
| 0     | 90 a 94 | 0     |
| 0     | 85 a 89 | 4     |
| 0     | 80 a 84 | 0     |
| 8     | 75 a 79 | 0     |
| 4     | 70 a 74 | 8     |
| 4     | 65 a 69 | 4     |
| 12    | 60 a 64 | 8     |
| 0     | 55 a 59 | 4     |
| 0     | 50 a 54 | 0     |
| 16    | 45 a 49 | 8     |
| 8     | 40 a 44 | 12    |
| 12    | 35 a 39 | 0     |
| 8     | 30 a 34 | 8     |
| 8     | 25 a 29 | 12    |
| 16    | 20 a 24 | 4     |
| 4     | 15 a 19 | 4     |
| 12    | 10 a 14 | 4     |
| 20    | 5 a 9   | 0     |
| 8     | 0 a 4   | 4     |

## Economia
El 2007 la població en edat de treballar era de 174 persones, 135 eren actives i 39 eren inactives. De les 135 persones actives 119 estaven ocupades (69 homes i 50 dones) i 16 estaven aturades (6 homes i 10 dones). De les 39 persones inactives 10 estaven jubilades, 13 estaven estudiant i 16 estaven classificades com a «altres inactius».

### Ingressos
El 2009 a Tancoigné hi havia 120 unitats fiscals que integraven 326 persones, la mediana anual d'ingressos fiscals per persona era de 13.616 €.

### Activitats econòmiques
Dels 5 establiments que hi havia el 2007, 1 era d'una empresa de fabricació d'altres productes industrials i 4 d'empreses de construcció.
Dels 5 establiments de servei als particulars que hi havia el 2009, 1 era un taller de reparació d'automòbils i de material agrícola, 2 fusteries, 1 electricista i 1 agència immobiliària.
L'any 2000 a Tancoigné hi havia 8 explotacions agrícoles.

## Poblacions més properes
El següent diagrama mostra les poblacions més properes.